# Adam Kuckhoff
Adam Kuckhoff (Aquisgrana, 30 agosto 1887 – Berlino, 5 agosto 1943) è stato uno scrittore, giornalista e drammaturgo tedesco, appartenente al gruppo di resistenza antifascista dell'Orchestra Rossa.

## Biografia
Studiò legge, filosofia, storia e letteratura tedesca in diverse università prima di conseguire il dottorato ad Halle nel 1912. Durante la prima guerra mondiale, scrisse la sua opera principale, il dramma Der Deutsche von Bayencourt, portato al debutto al Neues Theater di Francoforte nel 1918. Il tema del dramma verrà poi sviluppato in un altro romanzo epico del 1937.
Nel 1927 pubblicò un'edizione popolare delle opere di Georg Büchner, mentre tra il 1928 e il 1929 e diresse la rivista politico-culturale Die Tat, alla quale diede un'impronta socialista. Nel 1931 scrisse il romanzo Scherry, incentrato sul clown Grock. Tra il 1931 e il 1932 è stato consulente drammatico presso lo Konzerthaus Berlin di Berlino.
Nel 1933, lui e la moglie Greta furono coinvolti con Arvid e Mildred Harnack nel gruppo dell'Orchestra Rossa, partecipando attivamente nella stesura dei volantini e della rivista Die innere Front. Fu arrestato a Praga il 12 settembre 1942, condannato a morte il 3 febbraio 1943 e quindi giustiziato nella prigione di Plötzensee il 5 agosto seguente.

## Memoria
In Germania Est è stato ricordato come membro della resistenza. A Grünau gli è stata intitolata una scuola che ha portato il suo nome fino al 1990. Nella sua città natale, Aquisgrana, gli è stata intitolata una strada. Anche ad Halle c'è una strada che porta il suo nome.
Il 30 agosto 1990 è stata posta una targa commemorativa a Berlino in Wilhelmshöher Straße 18.